# بلاویستا (آرکانزاس)
بلاویستا (آرکانزاس) (به انگلیسی: Bella Vista, Arkansas) در ایالات متحده آمریکا با جمعیت ۲۶٬۴۶۱ نفر است که در آرکانزاس واقع شده‌است.

## موقعیت جغرافیایی
موقعیت جغرافیایی شهرها و مناطق اطراف به شرح زیر است: